# حشره‌خوار دم‌برهنه باریک‌اندام
 حشره‌خوار دم‌برهنه باریک‌اندام (نام علمی: Crocidura maurisca) نام یک گونه از سرده حشره‌خوارهای دندان‌سفید است.